# Marsjö sjömarker
Marsjö sjömarker är ett naturreservat i Borgholms kommun i Kalmar län.
Området är naturskyddat sedan 2001 och är 140 hektar stort. Reservatet består av sjömarker som använts som betesmark.